# Phare de Bovbjerg
Le phare de Bovbjerg (en danois : Bovbjerg Fyr) est un phare au Danemark. Il a été construit entre 1876 et 1877 et a été éclairé pour la première fois le 30 décembre 1877. La hauteur de la flamme du phare est de 62 m, tandis que la tour elle-même ne mesure que 26 mètres de haut, car elle se trouve sur une haute falaise. Le phare de Bovbjerg est un phare d’esquive, c’est-à-dire l’un des grands phares utilisés pour la navigation en mer.
Son signal est deux éclats blancs toutes les 10 secondes. La source lumineuse a été changée plusieurs fois, mais le phare a conservé sa lentille de Fresnel d’origine de 1877. Depuis 1978, comme d’autres phares danois, il est contrôlé depuis le phare de Fornæs, et il est toujours allumé. Par temps clair, la lumière peut être vue à 16 milles marins (29,5 kilomètres) de distance.
Il y a 93 marches jusqu’à la plate-forme d’observation située au sommet. De là, on peut admirer Bovbjerg, qui est un paysage préservé de l’ère glaciaire, où des prairies verdoyantes s’étendent vers la mer jusqu’à la falaise de 40 mètres de haut.
Le phare a été construit selon les plans de l’ingénieur Carl Frederik Grove et de l’architecte Niels Sigfred Nebelong (décédé en 1871, mais il a fourni la conception du phare de Hirtshals identique, construit en 1863).
Devant le phare se trouve une pierre commémorative érigée par le bailli local de la ville, rappelant les visites du roi Frédéric VI en 1826 et 1830. Dans la région, il y a aussi deux autres pierres commémoratives. Au nord du phare se trouve une pierre commémorative en l’honneur du politicien libéral Christen Berg, qui a été érigée en 1902. Au nord de Ferring, il y a une pierre commémorative en l’honneur de C.F. Grove, qui a initié la défense côtière sur la côte ouest du Jutland en 1875.
En 2006, le phare de Bovbjerg a été vendu par l’Autorité maritime danoise à la municipalité de Lemvig pour 1 million de couronnes danoises. À partir du 1er juin 2007, il est transféré de la municipalité de Lemvig à la Fondation du phare de Bovbjerg pour 1 couronne. Derrière l’exploitation du phare de Bovbjerg et les activités qui y sont associées, il y a en partie un conseil d'administration et en partie une association de préservation, ainsi qu’un grand nombre d’employés bénévoles. Le phare est maintenant géré comme une destination d’excursion populaire et un lieu de rencontres.